# Фазан
Фазан (Phasianus) — рід птахів родини фазанових (Phasianidae), ряду куроподібних (Galliformes).
Складається із двох видів, перший з яких, звичайний фазан (P. colchicus), поділяється на 30 підвидів. Поширені на більшій частині Азії, інтродуковані у Європі та Північній Америці.

## Види
- Фазан звичайний (P. colchicus)
- Фазан японський (P. versicolor)